# Jaume Cunill Canyelles
Jaume Cunill Canyelles “Xic” (Santa Maria del Camí, Mallorca, 1901 - ?) fou un sindicalista, glosador i autor de teatre popular.
Era fill de Joan Cunill Frontera, jornaler, i d'Antònia Canyelles Far. Va ser picapedrer d'ofici. Crític amb el sistema polític i social imperant a Mallorca a l'època de la Restauració i d'idees socialistes, va participar en la formació del primer grup socialista a Santa Maria del Camí. Col·laborà a “El Obrero Balear” i a “Foch y Fum”. El 1923 va publicar l'obra de teatre Es matrimoni del dia.

## Obra
- Es matrimoni del dia. Diàleg humanitari en dos actes i en vers. Palma: Impremta Independència, 1923.